# Kapucínský klášter (Chrudim)
Kapucínský klášter s kostelem svatého Josefa, respektive jeho dochovaná část, stojí v Chrudimi na Školním náměstí. Jedná se kulturní památku, sloužící od roku 2011 jako Muzeum barokních soch. Původní stavba byla financovaná z odkazu kutnohorského primátora Jiřího Vykročila z Bílenberku. Klášter byl v roce 1665 vysvěcen královéhradeckým biskupem Matoušem Ferdinandem Sobkem z Bílenberku. Kostel svatého Josefa je typickou raně barokní stavbou „prostého bezvěžového objemu“.

## Historie

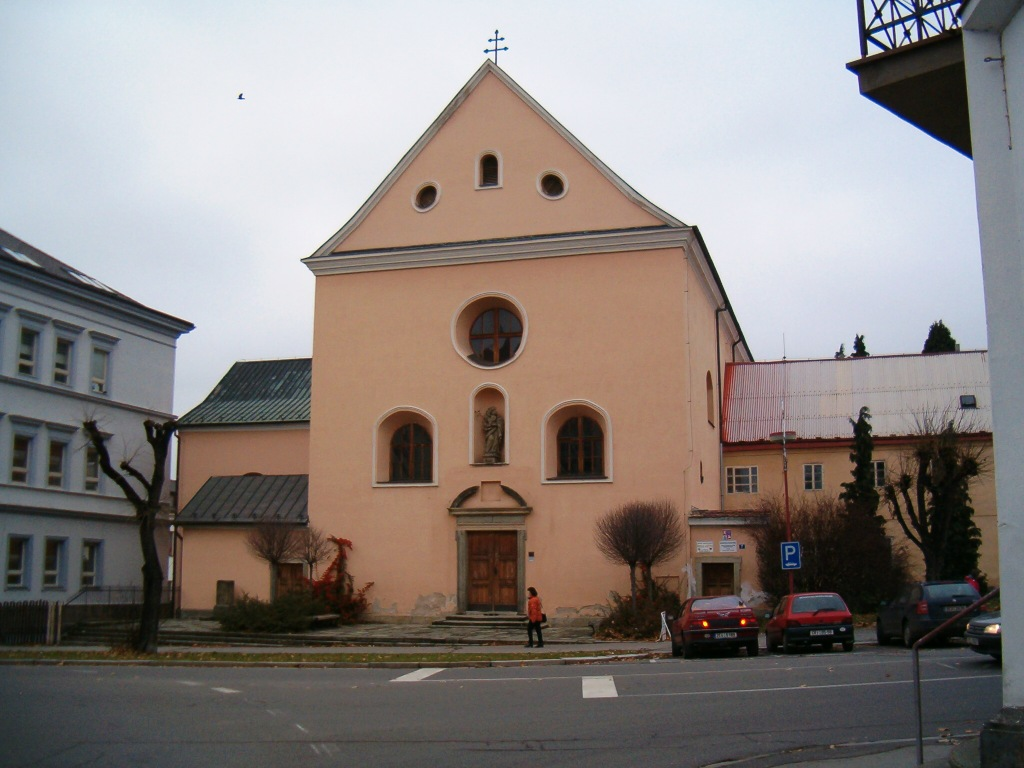
Klášterní kostel sv. Josefa

### Založení kláštera (17. století)
Pražský arcibiskup Arnošt Vojtěch, hrabě z Harrachu, schválil již v roce 1641 založení kapucínského kostela. Následný záměr kapucínů vystavět v Chrudimi klášter s kostelem dobře zapadl do období snahy o rekatolizaci východní oblasti Čech. Proto stavbu podpořili nejen chrudimští radní, ale i nově ustavené biskupství v Hradci Králové, a nakonec i císař Leopold I. Královéhradecký biskup Matouš Ferdinand Sobek z Bílenberka byl také iniciátorem rozšíření kostela o boční Loretánskou kapli a pod ní kapli Božího hrobu s vyobrazenou křížovou cestou. K tomuto rozšíření byl 22. května 1662 v Římě vydán souhlas generálem řádu Antoniem z Capri. Základní kámen kapucínského kostela svatého Josefa byl položen 27. srpna 1662. Vysvěcením kostela byl původně pověřen pražský arcibiskup Arnošt Vojtěch z Harrachu, kvůli nemoci ho ale nahradil právě Matouš Ferdinand Sobek z Bílenberka. K vysvěcení došlo 26. července roku 1665.

### Postupný úpadek (18. a 19. století)
Za vlády císaře Josefa II. docházelo k mnoha reformám, namířeným proti církvi. Jedním z jeho kroků v tomto ohledu bylo rušení klášterů. To ovlivnilo i kapucínský řád, který byl oslaben rozdělením na českou a moravskou provincii, klášter v Chrudimi ale zrušen nebyl. Přesto postupně chátral a nedostatek peněz na rekonstrukci kaple Božího hrobu byl roku 1888 vyřešen stavbou oltáře Bolestné Panny Marie, jímž byl vchod do kaple zaslepen.

### Zrušení kláštera a období komunismu (20. století)

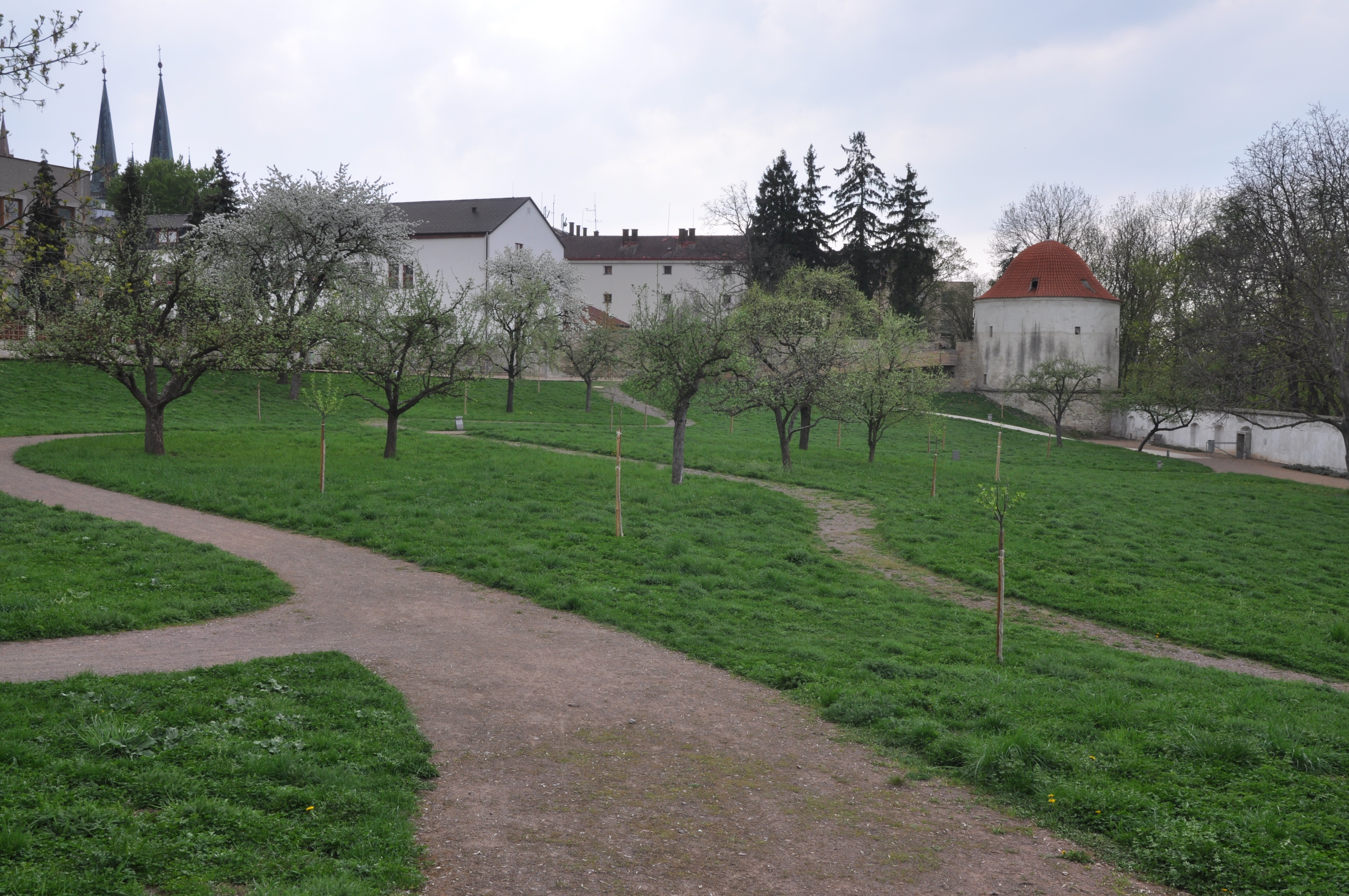
Obnovená klášterní zahrada

Během první poloviny 20. století žili v chrudimském klášteře obvykle dva bratři kněží a dva bratři laici. Po druhé světové válce se kapucíni rozhodli Chrudim opustit a požádali o zrušení kláštera, ke kterému došlo 10. května 1947. Dne 6. července 1949 odešli poslední příslušníci řádu, a chrudimská církevní komunita tak zcela zanikla. Celý objekt připadl státu, byl uzavřen a kostel svatého Josefa byl odsvěcen. Jednotlivé budovy byly zásadně přestavěny, kostel se stal skladištěm a postupně chátral.  Sídlily zde například Pozemní stavby Pardubice, internát a později Početnická a organizační služba. V bývalých klášterních zahradách byly vystavěny nové užitkové budovy. V sedmdesátých letech 20. století se objevil návrh na zbourání kaple Božího hrobu i Loretánské kaple, protože stavby byly označeny za architektonicky málo kvalitní. Nakonec, v roce 1979 k vybourání vnitřního prostoru Loretánská kaple skutečně došlo a v roce 1985 byla vybourána i kaple Božího hrobu.

### Obnova ve 21. století
Obnova areálu nastala až na počátku 21. století, kdy město Chrudim díky financím z eurounijních fondů zahájilo velkorysou rekonstrukci. V roce 2011 se prostory bývalého kapucínského kláštera znovu otevřely veřejnosti jako Muzeum barokních soch. Kromě dochovaných budov byly zrekonstruovány i kapucínské zahrady, které se proměnily ve veřejný park s rozáriem, ovocným sadem, hřišti či hudebním pódiem. Samotný klášter však již obnoven nebyl a jeho bývalá křídla slouží k praktickým účelům (poradna pro rodinu, středisko výchovné péče, společnost pro volnočasové aktivity dětí, centrum pro seniory).

## Muzeum barokních soch

### Ocenění stavby

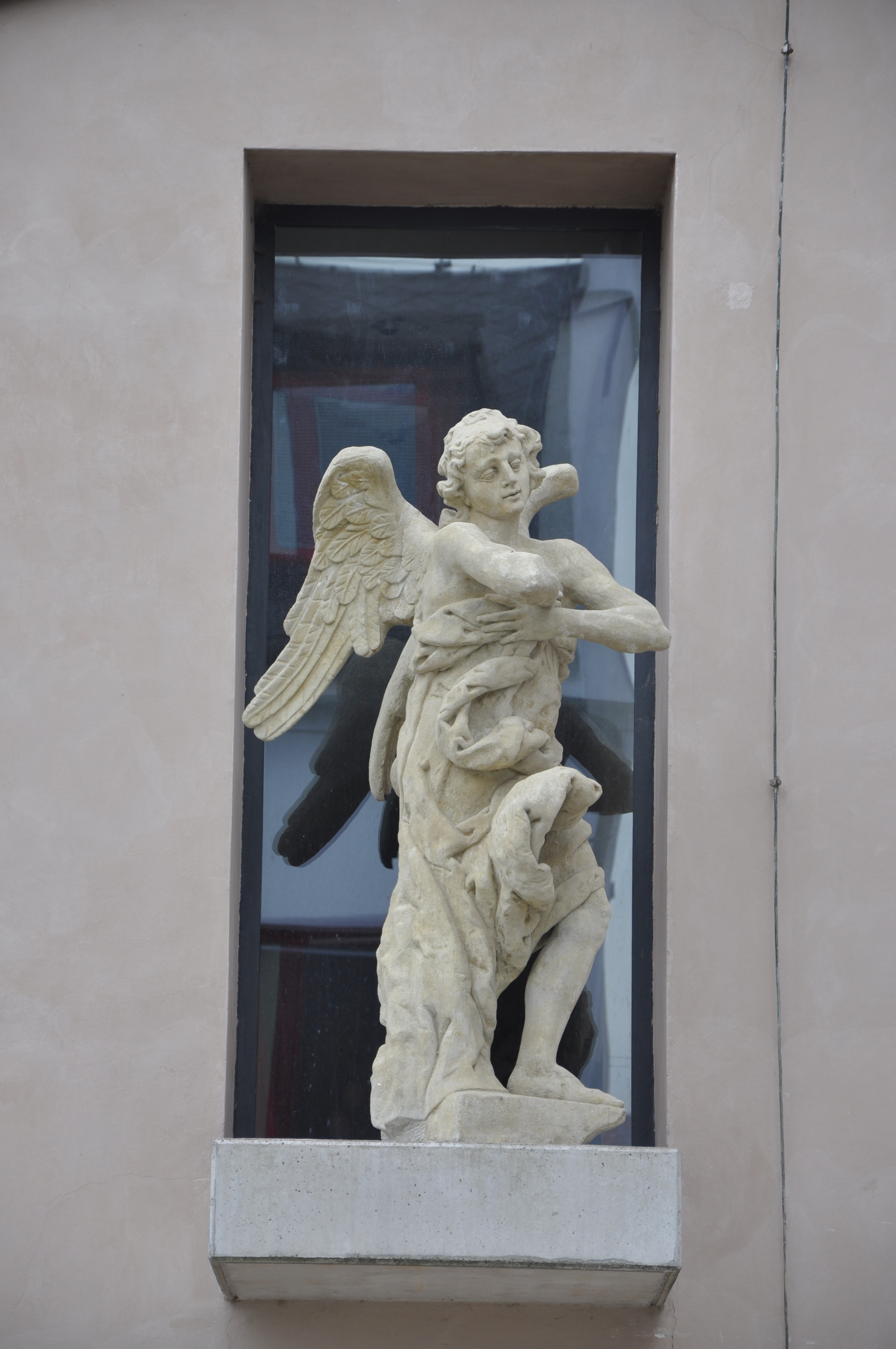
Socha před oknem Muzea

Muzeum barokních soch, nástupce původního kláštera, je držitelem ocenění Stavba roku 2011 Pardubického kraje v kategorii Stavby občanské vybavenosti. Hlavními kritérii v této soutěži jsou především kvalita stavby, začlenění stavby do okolního prostředí, kvalita stavebních prací, spokojenost stavebníka. Druhé významné ocenění, LivCom Award, získala stavba v říjnu 2011, v prestižní mezinárodní soutěži měst LivCom v jihokorejském Soulu. Jednalo se o druhé místo v kategorii Project Awards/Built. Tato soutěž se zaměřuje na „hodnocení kvality života obyvatel a prosazování principů udržitelného rozvoje, tedy rozvoje, který respektuje všechny tři pilíře – ekonomický, sociální a životního prostředí, a vytváří tak podmínky pro život budoucích generací“. 

### Expozice
Díky dotaci z evropských fondů je dnes zrekonstruovaný kostel sv. Josefa využíván jako muzeum barokního sochařství regionu. Autorem expozice je Pavel Panoch, historik umění z Univerzity Pardubice, který mezi exponáty zařadil kamenné a dřevěné plastiky špičkové kvality, představující typický vzorek východočeského sochařství závěru 17. a první poloviny 18. století (díla Jiřího Františka Pacáka, Ignáce Rohrbacha, sousoší Kalvárie Ferdinanda Maxmiliána Brokoffa, do 8. srpna 2018 zde bylo vystaveno sousoší Apoteózy svatého Jana Nepomuckého z kapličky v Běstvině, jejímž stavitelem byl Jan Blažej Santini-Aichel). Z původní výzdoby se součástí expozice staly dva obrazy, připisované německému malíři Joachimu von Sandrartovi: hlavní oltářní obraz z roku 1665 (zachycuje návrat svaté rodiny z Egypta) a plátno se světci, adorujícími Nejsvětější Trojici a Matku Boží). Dalším dochovaným objektem je dřevěné sousoší od českého umělce Jana Alberta Devotyho z první poloviny 18. století (ztvárňuje Pannu Marii naslouchající archandělu Gabrielovi, jenž jí sděluje, že počne Mesiáše).

## Architektura stavby
O samotném klášteře se nedochovalo mnoho informací. Je známo, že celý komplex byl tvořen propojením kostela svatého Josefa, dvou kaplí (Loreta a kaple Božího hrobu) a budov konventu. Kostel svatého Josefa je jednolodní stavbou, zaklenutou s Loretánskou kaplí a Božím hrobem valenou klenbou. Konvent přiléhá ke kostelu zprava, tvoří tři křídla a spolu s chodbou ambitu u kostela uzavírají obdélný dvůr.

### Loretánská kaple

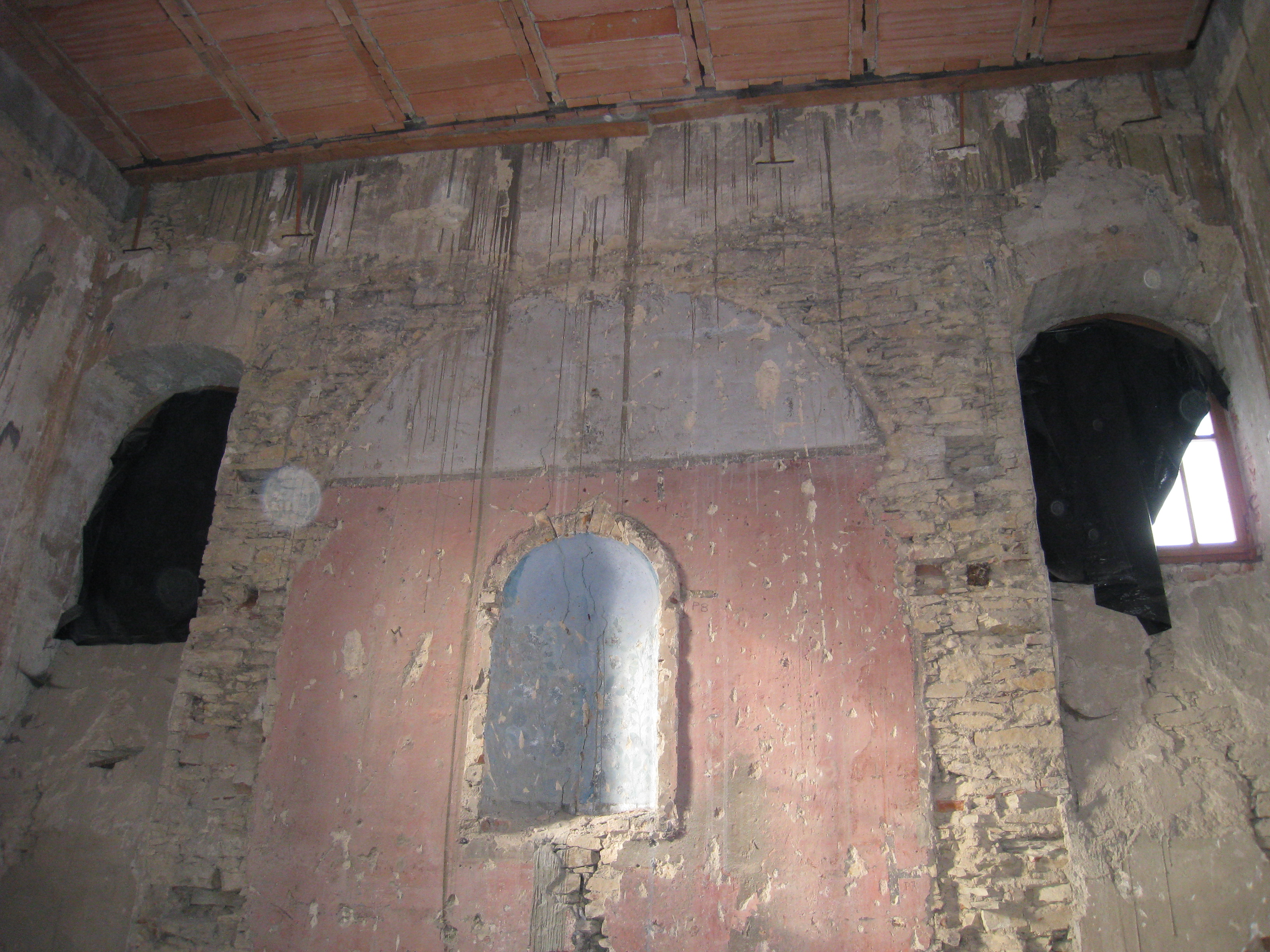
Loreta před rekonstrukcí

Chrudimská Loretánská kaple, vystavěná jako součást kláštera na přání chrudimských, byla velmi specifická díky svému přímému propojení s kaplí Božího hrobu. Vycházela totiž z tzv. jeruzalémského vzoru (pro české území typická je tzv. loreta klasického typu: „rozdělení vnitřního prostoru dřevěnou stěnou na dvě nestejně velké části, jak to navrhl Bramante, kopírují téměř všechny loretánské kaple u nás“). Uvnitř Loretánské kaple se nacházela Svatá chýše (neboli Santa Casa), zpodobnění údajného domu Panny Marie. Její vnější stěny byly pokryté freskami s mariánskou tematikou. Na konci komunistické éry (1989) však z kaple zbyly pouze obvodové zdi, vnitřek byl v roce 1979 vybourán. Po rekonstrukci z roku 2011 začala budova sloužit jako malý promítací sál.

### Kaple Božího hrobu

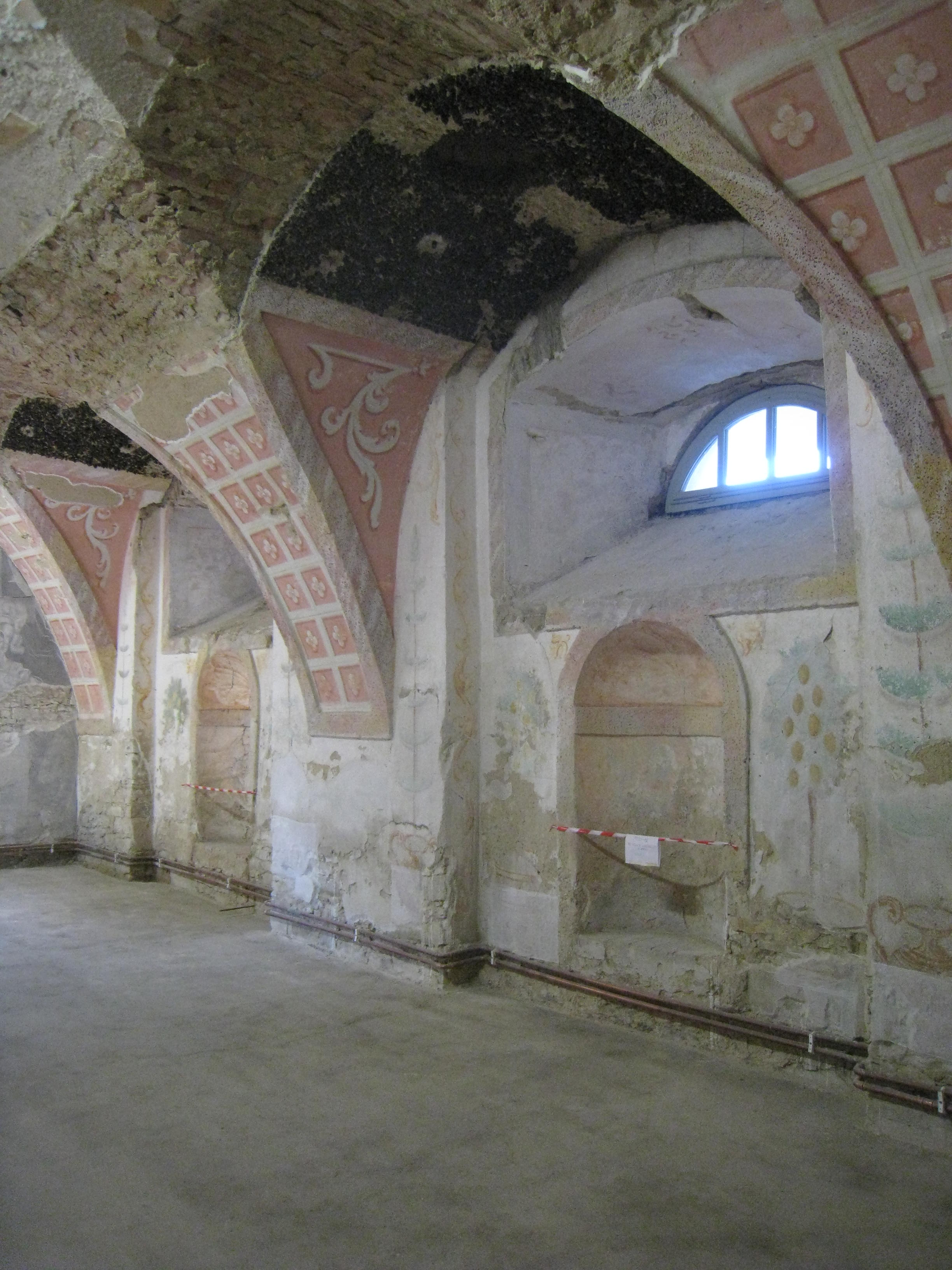
Boží hrob

K významnému zásahu do stavby se přistoupilo v roce 1718, kdy byla rozšířena nejen krypta, ale i Boží hrob.  Svým spojením s Loretánskou kaplí se kaple Božího hrobu stala v barokní době pravděpodobně jedinou stavbou jeruzalémského typu na území východních Čech. Kaple byla polosuterénní místností, osvětlenou dvojicemi půlkruhových oken (dvojice oken přístavku na jižní a severní straně a okno na západní straně), s vestavěným Božím hrobem, kolem kterého se dalo procházet a jehož vnější stěny zdobily výjevy ze života Ježíše Krista. Také kaple Božího hrobu podlehla devastaci a v roce 1985 byla vybouraná.

### Křížová cesta
Na konci 18. století se ke dvěma kaplím přidala ještě křížová cesta, se čtrnácti zastaveními, ztvárněnými na dřevořezech. Tento nový prostor vznikl zrušením hrobky, kterou kapucíni používali pro pohřbívání svých spolubratří, nebo dobrodinců kláštera.

## Umělecká výzdoba

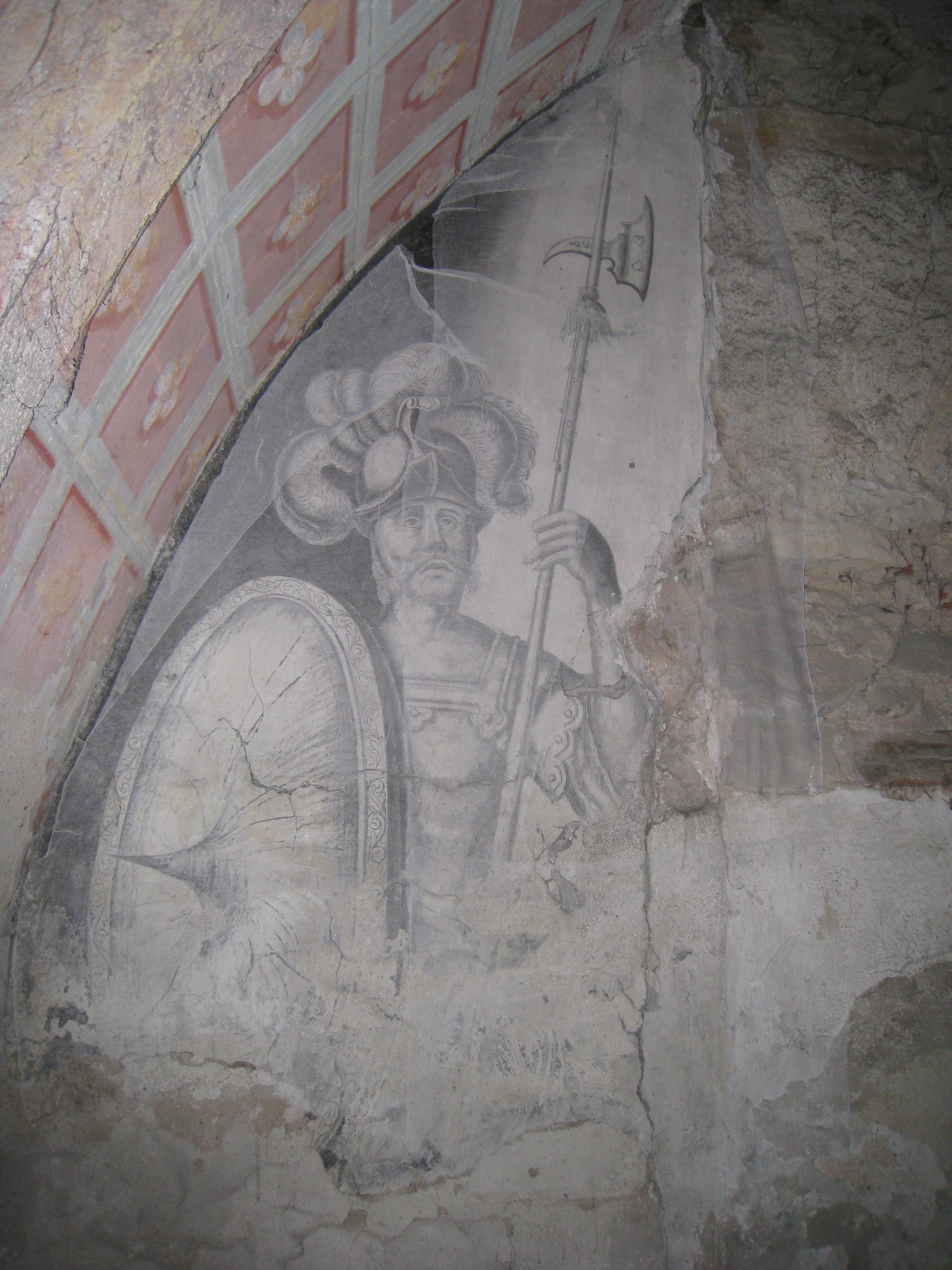
Římský strážce

### Fresky
Loretánská kaple, uvnitř které se nacházela tzv. Santa Casa, byla v roce 1778 vyzdobena freskami s mariánskou tematikou, od chrudimského umělce Josefa Ceregettiho. V kapli Božího hrobu měli věřící možnost obejít celý prostor a sledovat na velkých a nepřerušovaných plochách novozákonní výjevy Poslední večeře, nebo scénu Nevěřícího Tomáše. Na omítce západní stěny přístavku byli zpodobněni dva strážci v římské zbroji, hlídající hrob, naproti nim (na východní straně) zase Máří Magdaléna a třetí strážce, oba hledící údivem vzhůru, tedy v gestu, jímž odkazují na zmrtvýchvstání Krista. Kromě figurálních maleb byla kaple vyzdobena malbou, imitující kazetový strop, štukovou výzdobou nik a plastickými krápníky, napodobujícími grottu – jeskyni, do níž byl uložen Kristův hrob.

### Obrazy
Hlavní oltářní obraz, zachycující návrat svaté rodiny z Egypta, pochází z doby vysvěcení kostela (1665) a je připisován německému malíři Joachimu von Sandrartovi (autorství je velmi nejisté). Témuž autorovi je připisováno i plátno, původně umístěné v chórů bratří, se světci adorujícími Nejsvětější Trojici a Matku Boží. Oba tyto obrazy se dochovaly a jsou významnými výstavními předměty v Muzeu barokních soch. Pro kostel sv. Josefa zhotovil Josef Cereghetti v roce 1760 čtrnáct obrazů křížové cesty.

### Sochy
V první polovině 18. století vytvořil český sochař Jan Albert Devoty dřevěné sousoší, umístěné po stranách Loretánské kaple. Ztvárnil v něm Pannu Marii, naslouchající archandělu Gabrielovi. Toto sousoší je součástí expozice v Muzeu barokních soch. Po roce 1784 byla zrušena podzemní krypta pod hlavní lodí kostela a rozlehlý prostor se postupně přeměnil na podzemní křížovou cestu. Jednotlivá zastavení byla ilustrována sochami v životní velikosti. Vstupní schodiště pak lemovala sousoší, např. Loučení Krista s Pannou Marií. Sochařská výzdoba končila kamennou sochou ležícího Krista v hrobové komoře kaple. V roce 1889 byly v Praze Josefem Krejčíkem zhotoveny sádrové sochy, ty se ale už začátkem dvacátého století začaly rozpadat a v roce 1926 byly restaurovány.

## Pověst o bezhlavém kapucínovi
Klášter byl mezi lidmi znám mimo jiné i díky pověsti o nejvýznamnějším chrudimském strašidle, bezhlavém kapucínovi. Pověst praví, že jednoho dne vstoupil do kláštera mladík a přijal jméno Fortunát („štěstím obdařený“). Navzdory řeholnímu slibu se však chlapec seznámil s manželkou zámožného řezníka Petra Myslivečka, paní Voršilkou. Prchlivý řezník mladíkovi, kterého nachytal, jak jeho ženě vyznává lásku, usekl jedním rozmachem hlavu. Tu pak zabalil do kusu látky a hodil do nedaleké řeky, bezhlavou mrtvolu odnesl pod blízké „kapucínské“ valy a šel se udat. Zavražděný kapucín byl bez hlavy pohřben v klášterní kryptě a občas se jako duch na valech zjevoval, a to především, když klášteru hrozilo nějaké nebezpečí, nebo pohroma.